# Platanus racemosa
Platanus racemosa es una especie arbórea de la familia de las platanáceas. En inglés tiene varios nombres vulgares: "California sycamore" (literalmente, "sicómoro de California"), "Western sycamore" ("sicómoro occidental"), "California plane tree" ("plátano de California") y en español, aliso, aunque no está emparentado con los verdaderos alisos. 

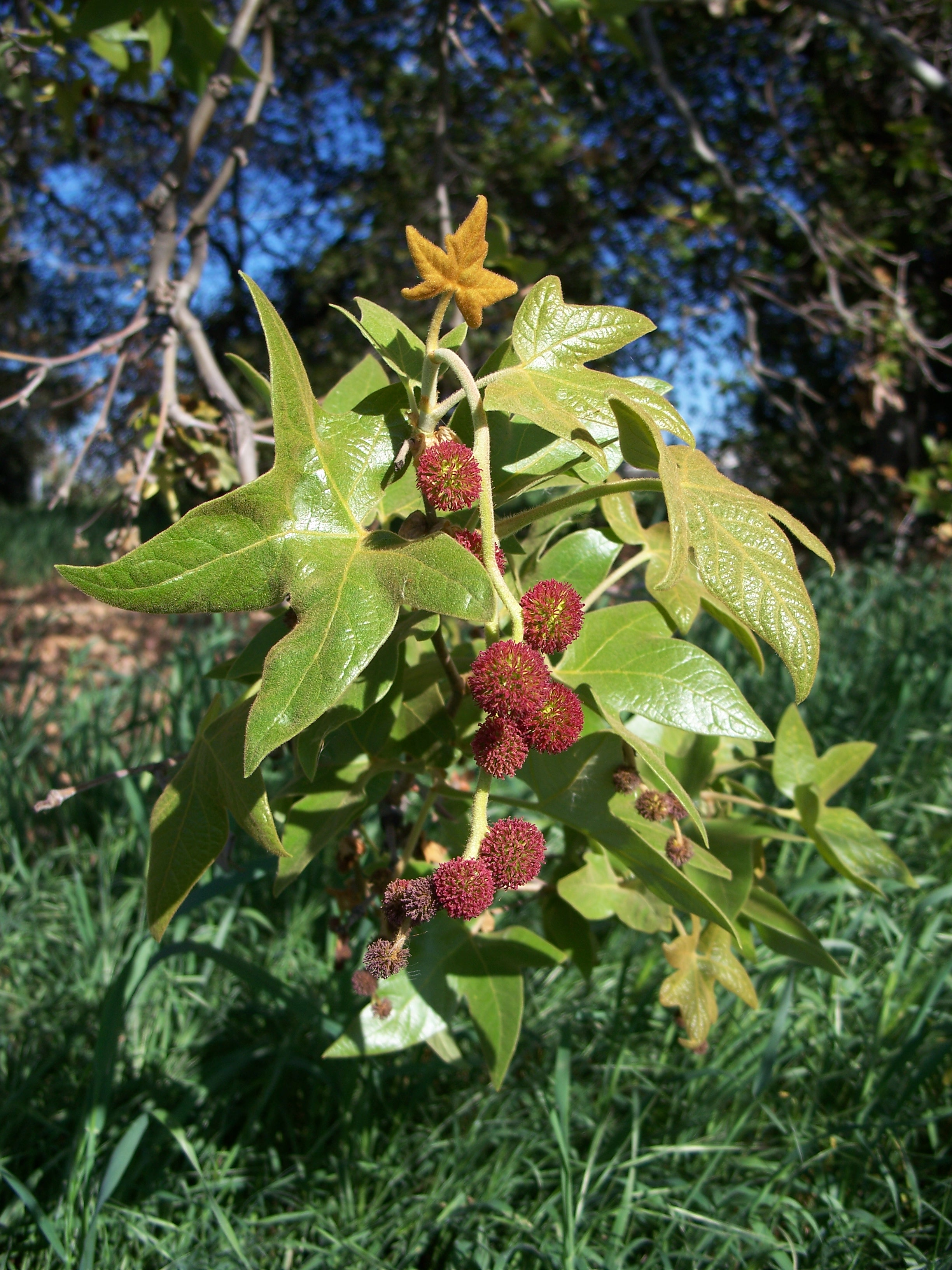
Detalle de hojas y frutos

## Distribución y hábitat
Es originario de California y Baja California, donde crece en zonas de ribera, cañones, llanuras aluviales, en nacientes y zonas encharcadas, así como a lo largo de arroyos y ríos en varios tipos de hábitats.

## Taxonomía
Platanus racemosa fue descrita por  Thomas Nuttall y publicado en The North American Sylva 1(1): 47, pl. 15. 1842.
Sinonimia
- Platanus californica Benth.
- Platanus orientalis var. racemosa (Nutt.) Kuntze[2]

var. wrightii (S. Watson) L.D. Benson
- Platanus racemosa subsp. wrightii (S. Watson) A.E. Murray
- Platanus wrightii S. Watson

## Descripción
Este gran árbol crece hasta 35 metros de altura, con un diámetro de tronco de hasta un metro. Un espécimen en el campus de la Universidad de Stanford tiene una circunferencia del tronco de 3,20 m. El tronco generalmente se divide en dos o más troncos grandes que se dividen en muchas ramas. La corteza es un mosaico atractivo de blanco, beige rojizo, gris rosado y marrón pálido, con la corteza más vieja oscureciéndose y desprendiéndose. Platanus racemosa es la especie dominante en el hábitat de bosques aluviales de sicomoros en peligro de extinción a nivel mundial y estatal.
Las grandes hojas palmeadas lobuladas pueden medir hasta 25 centímetros de ancho y tener tres o cinco lóbulos puntiagudos. Las hojas nuevas son de un verde translúcido brillante y algo lanudas. El árbol de hoja caduca arroja grandes cantidades de hojas secas de color dorado a rojo anaranjado en el otoño. La inflorescencia está formada por unas pocas cabezas de flores esféricas, cada una de alrededor de un centímetro de ancho. Las cabezas de las flores femeninas se desarrollan en racimos esféricos de frutas, cada uno compuesto por muchos aquenios peludos, de color rojo granate y lanudos.
La madera dura y de grano grueso es difícil de partir y trabajar. Tiene varios usos, entre ellos actuar como bloque de preparación de carne para carnicerías. Muchas aves pequeñas se alimentan de su fruto y varios mamíferos comen sus ramitas y corteza. El polen y los pelos de las hojas y las flores pueden ser alérgenos para algunas personas. Las hojas nuevas son susceptibles al cancro o antracnosis, que, cuando hace que un brote lateral se convierta en el nuevo líder, puede crear pintorescos troncos y ramas en ángulo en los especímenes más viejos.

## Cultivo
También se planta ampliamente en horticultura, como árbol de paisaje en lugares públicos y jardines privados. Si bien requiere algo de agua y se puede cultivar en césped, una vez establecido es tolerante a la sequía. La nueva apreciación de cómo sombrea el sol en verano y  solea (deja pasar el sol) en invierno, ha llevado a su uso en la arquitectura verde y el diseño sostenible. La estética de su corteza y su forma general le añaden interés.